# Татта
Та́тта (урду ٹھٹہ‎, Тхатта; англ. Thatta) — исторический город с населением 37 965 человек в Пакистане (провинция Синд). Здесь расположен ансамбль некрополя Макли (объект Всемирного наследия), а также ансамбль мечети Шах-Джахана (кандидат на статус Всемирного наследия), которые дают представление об уникальном виде цивилизации в Синде. Возле города находится озеро Кинджхар, одно из крупнейших пресноводных озёр в Пакистане.
В августе 2010 года Татта был одним из наиболее пострадавших районов Пакистана от разрушительных наводнений. К 28 августа свыше 175 тысяч человек были вынуждены покинуть свои дома и жить под открытым небом.